# Stellihorn
Das Stellihorn ist ein 3436 m ü. M. hoher Berg der Weissmiesgruppe in den Walliser Alpen. Es steht relativ isoliert östlich des Mattmark-Stausees im hinteren Saastal. Von seinem Gipfel fällt der Nollengletscher steil nach Nordwesten ab.
Der Gipfel wird vom Damm des Stausees aus in etwa 4 Stunden auf weglosem Anstieg über den Westrücken erreicht. Dabei passiert man den Vorgipfel „Stelli“ (3356 m) und gelangt in Gratkletterei im II. Schwierigkeitsgrad (UIAA) zum Hauptgipfel.
Durch das Wysstal lässt sich das Stelli auch gut mit Tourenski erreichen, der Rest muss zu Fuß zurückgelegt werden.